# Ian Marshall (football, 1942)
Pour les articles homonymes, voir Ian Marshall et Marshall.
Ne doit pas être confondu avec Ian Marshall (football, 1966).
Ian Marshall est un footballeur puis entraîneur écossais né le 23 avril 1942 et mort le 22 avril 2003. Il évolue au poste de gardien de but du milieu des années 1960 au milieu des années 1970 au sein des clubs néo-zélandais de Christchurch Technical puis de Rangers AFC.
Devenu entraîneur, il dirige les Rangers AFC durant six saisons puis Christchurch United AFC avant de devenir en juin 1990, sélectionneur de la Nouvelle-Zélande, poste qu'il occupe jusqu'en 1993.

## Historique
Ian Marshall grandit à Glasgow, il commence le football à l'école et intègre en junior les rangs de l'équipe de quartier de Merryhill puis rejoint le club des Berwick Rangers. Il reste peu de temps au sein de club et, à 23 ans, décide de rejoindre la Nouvelle-Zélande pour créer une entreprise.
Il rejoint les rangs de Christchurch Technical en 1966 et atteint avec ce club la finale de la Coupe de Nouvelle-Zélande en 1968. Premier de la Ligue du Sud en 1970, le club ne monte pas en division 1 en raison de son statut d'équipe réserve de Christchurch United AFC. En 1972, il s'engage avec Rangers AFC comme joueur et entraîneur adjoint qui termine en 1973 premier de la Ligue du Sud mais échoue à monter en poule d'accession. Il devient en 1974 entraîneur de l'équipe qui remporte de nouveau le groupe nord de la ligue du Sud mais échoue encore en poule d'accession tout comme en 1975. Il quitte le club en fin de 1976 puis, revient en début de saison 1978 à la direction des Rangers qui atteint, sous sa direction, les demi-finales de la Coupe. L'année suivante, le club remporte la Ligue du Sud et connaît enfin la promotion en première division. Il se classe neuvième sur douze du championnat et Ian Marshall quitte de nouveau son poste en fin de saison.
En 1986, Ian Marshall est nommé entraîneur de Christchurch United AFC. Le club termine quatrième lors de la première saison puis remporte le titre en 1987, il est également finaliste de la Coupe où il est battu par Gisborne City sur le score de sept buts à trois sur les deux matchs. Il reçoit en fin de saison la récompense d’entraîneur de l'année. L'année suivante, le club remporte de nouveau le titre et échoue encore en finale de la Coupe, il est de nouveau élu entraîneur de l'année. Christchurch United AFC remporte la Coupe en 1989 sur le score de sept buts à un face à Rotorua City, Michael McGarry (en) inscrivant un triplé.
Il est nommé en juin 1989, sélectionneur de la Nouvelle-Zélande en remplacement de Kevin Fallon. Nommé personnalité de l'année en 1990, il dirige l'équipe nationale pendant trois ans et quitte son poste après l’élimination au tour préliminaire de qualification de la Coupe du monde 1994. Il meurt des suites d'un cancer le 22 avril 2003.

## Palmarès

### Joueur
- Finaliste de la Coupe de Nouvelle-Zélande en 1968 avec Christchurch Technical.
- Vainqueur de la Ligue du Sud de Nouvelle-Zélande  en 1970 avec Christchurch Technical et 1973 avec Rangers AFC.

### Entraîneur
- Champion de Nouvelle-Zélande en 1987 et 1988 avec Christchurch United AFC.
- Vainqueur de la Coupe de Nouvelle-Zélande en 1989 avec Christchurch United AFC.
- Finaliste de la Coupe de Nouvelle-Zélande en 1987 et 1988 avec Christchurch United AFC.
- Vainqueur de la Ligue du Sud de Nouvelle-Zélande  en 1975 et 1979 avec Rangers AFC.
- Vainqueur du groupe nord de la Ligue du Sud de Nouvelle-Zélande  en 1974 avec Rangers AFC.